# Аксиома Эскобара
Аксиома Эскоба́ра — интернет-мем, представляющий собой универсальный ответ при выборе из двух одинаково плохих вариантов. Своё название мем получил на фоне широкого распространения виральной фразы из интервью участника грайндкор-группы Bredor по прозвищу Эскобар.

## История
Фраза была произнесена в 1994 году, когда украинская журналистка попросила вокалиста грайндкор-группы Bredor Жору Эскобара сказать, какой из двух представленных музыкальных фестивалей ему больше понравился. Некомпетентные и хаотичные ответы Эскобара были полны «меметичности», и наибольшую популярность из его высказываний обрела фраза с использованием нецензурной лексики. Музыкант, вероятно, под воздействием психоактивных веществ, ответил максимально кратко и прямо: «Шо то хуйня, шо это хуйня. Вот это обе хуйни такие, шо я, блядь, ебал её маму рот».
Видео с участием Жоры Эскобара было опубликовано в Интернете в 2007 году. Фраза получила название «аксиома Эскобара». Новую популярность ему придала трансляция в выпуске «Бредор» интернет-шоу +100500 от 4 апреля 2011 года.
Спустя долгие годы раскрывалась дальнейшая судьба героя ролика. Друг Эскобара, музыкант Андрей Толок, в одном из интервью упомянул, что Жора сейчас живёт в Германии, а до этого где-то в Африке занимался медициной. В 2019 году Эскобар также записал вокал для нескольких песен метал-проекта Haissem.

## Значение
Само выражение, изображение лица музыканта или просто слово «Эскобар» чаще всего используется в ответ на ситуации, когда приходится выбирать один из двух одинаково плохих вариантов или вариантов, не стоящих внимания. Выражение может использоваться для обозначения тупиковой ситуации в спорах и холиварах. В таких ситуациях обе стороны конфликта представляют достаточно аргументов, указывающих на то, что они правы и что третьи стороны не могут решить победу одной из них, поэтому единственным выходом является вынесение вердикта — «аксиомы Эскобара» — дабы прекратить урегулирование того или иного спора, поскольку победа одной из сторон нарушила бы справедливость и навредила бы противнику.
Иногда «аксиома Эскобара» используется в опросах, и к двум вариантам ответа добавляется третий — «Эскобар», фиксирующий неопределённую или нейтральную позицию.